# Antonietta
Antonietta är ett släkte av färggranna sniglar, aeolid nakensnäckor, skallösa, marina blötdjur i stammen snäckor i den taxonomiska familjen Glaucidae.

## Arter
Arter inom släktet inkluderar:
- Antonietta janthina (Baba & Hamatani, 1977)
- Antonietta luteorufa (Schmekel, 1966)